# Regras das Nações Unidas para o tratamento de mulheres presas e medidas não privativas de liberdade para mulheres infratoras
As Regras de Banguecoque (português europeu) ou Bangcoc, Bangkok ou Bancoque (português brasileiro), ou formalmente, Regras das Nações Unidas para o tratamento de mulheres presas e medidas não privativas de liberdade para mulheres infratoras, é um conjunto de 70 regras focadas no tratamento de mulheres infratoras e prisioneiras, adotadas pela Assembleia Geral das Nações Unidas.  As Regras de Bangkok são o primeiro conjunto de regras adaptadas ao tratamento de mulheres presas . Ela complementa os padrões internacionais existentes sobre o tratamento de prisioneiros, particularmente as Regras Mínimas Padrão para o Tratamento de Prisioneiros, que se aplicam a todos os prisioneiros, independentemente do gênero.

## Adoção
Em 2009, o governo da Tailândia, instigado pela Princesa Bajrakitiyabha, uma defensora da reforma prisional feminina, apresentou uma resolução à Comissão de Prevenção ao Crime e Justiça Criminal, um órgão subsidiário do Conselho Econômico e Social da ONU, que detalhava a vulnerabilidade das mulheres encarceradas em um sistema construído especialmente para homens.
A resolução deu início a uma série de reuniões em novembro de 2009 que culminaram na adoção, pela Assembleia Geral da ONU, em 2010, do primeiro conjunto de regras do organismo, especificamente sobre mulheres presas. 
Em 22 de julho de 2010, a Assembleia Geral das Nações Unidas aprovou a Resolução nº 65/229 de 2010 para adoptar as Regras de Banguecoque, encorajando os Estados a “adoptar legislação para estabelecer alternativas à prisão e a dar prioridade ao financiamento de tais sistemas, bem como ao desenvolvimento dos mecanismos necessários à sua implementação”. A publicação pelo Secretariado das Nações Unidas ocorreu em 6 de outubro de 2010, enquanto a publicação pela Assembleia Geral ocorreu em 16 de março de 2011, no 71º Plenário, sem a realização de votação.

## Conteúdo
O objetivo do documento é estabelecer regras e políticas públicas voltadas às mulheres, direcionadas às autoridades envolvidas na administração nacional de instituições prisionais ou de cumprimento de  sanções penais . Também traz em sua redação regras previstas em outros diplomas internacionais que já se aplicariam, uma vez que a intenção é de aumentar a proteção à mulher.
O documento é composto por cinco partes: observações preliminares, Seção I (regras de aplicação geral), Seção II (regras aplicáveis a categorias especiais), Seção III (medidas não restritivas de liberdade) e Seção IV (pesquisa, planejamento, avaliação e sensibilização pública).
- Observações preliminares: esclarecem que as regras decorrem das Regras Mínimas das Nações Unidas para o Tratamento de Presos, sendo o novo documento incentivado pelo aumento da população carcerária feminina, sem a pretensão de pormenorizar o sistema carcerária local. Objetiva reforçar as regras preexistentes e melhorar as condições na prisão tanto de mulheres, quanto de seus filhos e de suas comunidades. É importante ressaltar que o documento reconhece responsabilidades masculinas, inclusive a de paternidade, mas não pode deixar de reconhecer uma realidade social em que crianças acabam sendo privadas de liberdade em razão da situação carcerária de sua mãe.
- Seção I: contém regras de aplicação geral de estabelecimentos prisionais, sendo aplicáveis a qualquer mulher privada de liberdade. Prevê necessidades específicas das mulheres, incluindo a gestação e a maternidade, bem como assume que uma parcela significativa das mulheres infratoras não representa risco à sociedade, devendo o Poder Público se abster de práticas que dificultem a reinserção da mulher na comunidade (por exemplo o uso indiscriminado de algemas e proibição de contato com o mundo exterior) e de práticas de vitimização e revitimização (por exemplo violência de gênero, violência médica e ginecológica e abusos nas revistas íntimas).
- Seção II: contém regras aplicáveis a diferentes categorias de prisioneiras, sejam aquelas condenadas por sentença penal ou aquelas presas provisoriamente. A Subseção A é aplicada para presas condenadas e a Subseção B é aplicada para presas cautelarmente à espera de um julgamento.
- Seção III: contém regras aplicáveis às mulheres condenadas, mas que não estão encarceradas. Reporta às Regras de Tóquio, porém reforçando a manutenção de laços familiares. Foi a partir da Regra 64 que a legislação do Brasil passou a prever o Estatuto da Primeira Infância, com alterações substanciais no Estatuto da Criança e do Adolescente e do Código de Processo Penal brasileiro, prevendo, entre outras disposições, a substituição da prisão preventiva pela prisão domiciliar para gestantes e mulheres com filhos de até doze anos de idade.
- Seção IV: visando reduzir a estigmatização da mulher e fomentar a reintegração social, contém regras direcionadas aos órgãos de prevenção primária de criminalidade, bem como os sobre os meios de comunicação social, para proteção da dignidade tanto da mulher quanto de seus familiares.